# برايان لي (لاعب كرة قدم)
برايان لي (بالإنجليزية: Brian Lee)‏ هو لاعب كرة قدم ومدرب كرة قدم أمريكي، ولد في 14 مايو 1971 في شلتنهام في المملكة المتحدة.